# Посников (село)
Посников (укр. Посників) — село в Млиновской поселковой общине Дубенского района Ровненской области Украины.
До 2020 года входило в Млиновский район.
Население по переписи 2001 года составляло 751 человек. Почтовый индекс — 35122. Телефонный код — 3659. Код КОАТУУ — 5623887301.

## История
На юго-восточной окраине села расположено городище древнерусской эпохи, которое ассоциируют с летописным Выбучем.